# Arbitragem na Copa do Mundo FIFA
Este artigo traz um resumo sobre a Arbitragem nas Copas do Mundo FIFA / Campeonatos do Mundo de Futebol FIFA.
Até a Copa de 2006, 332 árbitros apitaram partidas de Copa do Mundo. 
O uso do spray e da Tecnologia da Linha de Gol só foram introduzidas no maior torneio de seleções de futebol do mundo na Copa do Mundo de 2014.

## Arbitragem das Finais
| Ano  | Árbitro              |    |   |   | Árbitros Assistentes                     | Notas, Observações e Currículo na Arbitragem Internacional |
| ---- | -------------------- | -- | - | - | ---------------------------------------- | --- |
| 1930 | John Langenus        | -  | - | 0 | Ulises Saucedo Henri Christophe          | Saucedo também foi o técnico da Seleção da Bolívia neste torneio. Langenus também apitou o Jogo de Abertura da Copa de 1938. Participou, ainda, de partidas de futebol masculino, como Árbitro (Amsterdã), nos Jogos Olímpicos de Verão de 1928. |
| 1934 | Ivan Eklind          | -  | - | 0 | Louis Baert Mihaly Ivancsics             | Ivan Henning Hjalmar Eklind foi Árbitro FIFA por 21 anos (1931-1952). |
| 1938 | Georges Capdeville   | -  | - | 0 | Hans Wuthrich Augustin Krist             | Pierre Georges Louis Capdeville participou dos Quadros da FIFA por 9 anos (1936-1945). |
| 1950 | George Reader        | -  | - | 0 | Arthur Ellis George Mitchell             | Primeiro árbitro a apitar o Jogo de Abertura e a Final de uma mesma Copa. George Reader foi do Quadro oficial da FIFA durante 6 anos (1944-1950). Mesmo aposentado das funções da FIFA chamou-o para arbitrar jogos na Copa do Brasil (1950). Participou também, em Londres, dos Jogos Olímpicos de Verão de 1948. |
| 1954 | William Ling         | -  | - | 0 | Vincenzo Orlandini Sandy Griffiths       | Foi o primeiro Árbitro a apitar uma Final de Olimpíadas (1948 [Suécia 3-1 Iugoslávia] Jogos Olímpicos de Verão de 1948) e uma Final de Copa do Mundo (1954). Participou também, como Árbitro, na Finlândia, dos Jogos Olímpicos de Verão de 1952. |
| 1958 | Maurice Guigue       | -  | - | 0 | Albert Dusch Juan Gardeazábal Garay      | Monsieur Maurice Alexandre Guigue desempenhava a função de Policial Civil e começou a apitar tardiamente (apenas em 1951), aos 39 anos e contava com apenas 10 jogos internacionais em seu currículo quando foi arbitrar a Final da Copa de 1958. |
| 1962 | Nikolay Latyshev     | -  | - | 0 | Leo Horn Bob Davidson                    | Participou também, como Árbitro, na Finlândia e em Melbourne, respectivamente nos Jogos Olímpicos de Verão de 1952 e Jogos Olímpicos de Verão de 1956 (inclusive a partida para Decisão da Medalha de Bronze entre Bulgária 3-0 Índia). |
| 1966 | Gottfried Dienst     | -  | - | 0 | Tofik Bakhramov Karol Galba              | Arbitrou também na Final da Taça dos Campeões Europeus de 1960-1961 (Conhecida como Liga dos Campeões da Europa) entre Benfica 3-2 Barcelona. A Final de 1964-1965 entre Internazionale de Milão 1-0 Benfica. Pelo Campeonato Europeu de Futebol (Eurocopa de 1968), arbitrou na seguinte partida (na Itália): Itália 1-1 Iugoslávia (1º Final). Sendo o primeiro árbitro europeu a apitar uma Final de Eurocopa e uma Final de Copa do Mundo. |
| 1970 | Rudi Glöckner        | 2  | 0 | 0 | Rüdi Scheurer Ángel Norberto Coerezza    | Arbitrou também, no Japão, nos Jogos Olímpicos de Verão de 1964 a seguintes partida pelas Quartas-de-final: Egito 5-1 Gana. Rudi Glöcker foi Árbitro FIFA durante 16 anos (1961-1977). |
| 1974 | Jack Taylor          | 4  | 0 | 0 | Ramón Barreto Alfonso González Archundia | Arbitrou também na Final da Taça dos Campeões Europeus de 1970-1971 (Conhecida como Liga dos Campeões da Europa) entre Ajax 2-0 Panathinaikos. John Keith "Jack "Taylor por 18 anos (1963-1977) foi Árbitro da FIFA. |
| 1978 | Sergio Gonella       | 4  | 0 | 0 | Ramón Barreto Erich Linemayr             | Pelo Campeonato Europeu de Futebol (Eurocopa de 1976), da UEFA, arbitrou na seguinte partida (na Iugoslávia): Tchecoslováquia [5]2-2[3] Alemanha Ocidental (Grande Final). Sendo o segundo árbitro europeu a apitar uma Final de Eurocopa e uma Final de Copa do Mundo. Sergio Gonella foi dos Quadros da FIFA por 6 anos (1972-1978) e de 1998 a 2000 foi Presidente da Federação Italiana de Arbitragem. |
| 1982 | Arnaldo Cézar Coelho | 5  | 0 | 0 | Abraham Klein Vojtech Christov           | Primeiro árbitro não-europeu a arbitrar uma final. Foi árbitro em 11 jogos de várias edições da Copa América (1975,1979,1983 e 1989) e apitou a Final da Copa América de 1979 (Paraguai 0-0 Chile). Participou também como Árbitro, no Canadá e na Coréia do Sul, respectivamente dos Jogos Olímpicos de Verão de 1976 e Jogos Olímpicos de Verão de 1988. Foi o primeiro árbitro a apitar uma Final de Copa de Mundo de Final da Copa Libertadores da América. A partida foi (Jogo da Ida) Nacional do Uruguai 3-0 Newell's Old Boys da Argentina, em 1988. Arnaldo Coelho ficou na nona posição no Ranking anual dos melhores árbitros da Federação Internacional de História e Estatísticas do Futebol (IFFHS), em 1988. Arnaldo David Cezar Coelho foi dos Quadros Oficiais da FIFA por 21 anos (1968-1989). |
| 1986 | Romualdo Arppi Filho | 6  | 0 | 0 | Berny Ulloa Morera Erik Fredriksson      | Foi árbitro em 9 jogos de várias edições da Copa América (1975,1979,1987). Apitando a Semi-final (Chile 2-1 Peru) em 79 e, a Semi-final (Chile 2-1 Colômbia) e a Final (Uruguai 1-0 Chile) da Copa América de 1987. Participou também como Árbitro, na Alemanha, na URSS e nos EUA, respectivamente nos Jogos Olímpicos de Verão de 1972, Jogos Olímpicos de Verão de 1980 e Jogos Olímpicos de Verão de 1984. Foi árbitro na final da Primeira Edição da Recopa Sul-Americana: Nacional do Uruguai 1-0 Racing da Argentina (Primeiro jogo-1989). Arppi Filho foi o primeiro Melhor Árbitro do Ranking anual dos melhores árbitros da Federação Internacional de História e Estatísticas do Futebol (IFFHS), em 1987, e esteve na sétima posição em 1988. Romualdo Arppi Filho foi Árbitro FIFA por 29 anos (1961-1990). Entre os árbitros que apitaram as finais das Copas ele é o que mais tempo participou da FIFA. |
| 1990 | Edgardo Codesal      | 4  | 1 | 1 | Armando Pérez Hoyos Michał Listkiewicz   | Primeiro árbitro da CONCACAF a arbitrar uma final. Edgardo Codesal Mendez começou a carreira pela Associação Uruguaia de Futebol e depois transferiu-se para a Federação Mexicana de Futebol. Participou também, como Árbitro, na Coréia do Sul, dos Jogos Olímpicos de Verão de 1988. Codesal Mendez ficou na décima posição no Ranking anual dos melhores árbitros da Federação Internacional de História e Estatísticas do Futebol (IFFHS), em 1990. |
| 1994 | Sándor Puhl          | 4  | 0 | 0 | Venancio Zárate Mohammad Fanaei          | Arbitrou também na Final da Taça dos Campeões Europeus de 1996-1997 (Conhecida como Liga dos Campeões da Europa) entre Borussia Dortmund 3-1 Juventus. Pelo Campeonato Europeu de Futebol, da UEFA, arbitrou na seguinte partida em 1992 (na Suécia): França 0-0 Inglaterra. E nos seguintes jogos em 1996 (na Inglaterra): Portugal 1-0 Turquia, Alemanha [6]1-1[5] Inglaterra (Semi-final). Puhl ficou na nona posição (1992), na terceira posição (1993) e na primeira posição (1994, 1995, 1996 e 1997) no Ranking anual dos melhores árbitros da Federação Internacional de História e Estatísticas do Futebol (IFFHS). Curiosidade: Sándor Puhl foi convidado a arbitrar a partida final do Campeonato Paulista de 1997 entre Corinthians 1-1 São Paulo, no Morumbi. Sándor Puhl ganhou seu distintivo da FIFA em 1989 e aposentou-se em 1998 (9 anos). |
| 1998 | Said Belqola         | 4  | 1 | 0 | Mark Warren Achmat Salie                 | Primeiro árbitro da Confederação Africana de Futebol arbitrar uma final. Participou do Campeonato Africano das Nações de 1996 apitando os jogos: África do Sul 3-0 Camarões e Zaire 2-0 Libéria. Foi também árbitro na Copa Africana de Nações de 1998, apitando os jogos: Congo 2-1 Togo e a Grande Final Egito 2-0 África do Sul. Said Belqola ficou na segunda posição (1998) no Ranking anual dos melhores árbitros da Federação Internacional de História e Estatísticas do Futebol (IFFHS). Belqola foi Árbitro FIFA de 1993 até 2002 (ano em que faleceu de câncer), portanto, 9 anos. |
| 2002 | Pierluigi Collina    | 2  | 0 | 0 | Leif Lundberg Philip Sharp               | Pierluigi Collina usou o distintivo da FIFA por 10 anos (1995-2005). Foi o segundo Árbitro a apitar uma Final de Olimpíadas (1996) e uma Final de Copa do Mundo (2002). Arbitrou também na Final da Taça dos Campeões Europeus de 1998-1999 (Conhecida como Liga dos Campeões da Europa) entre Manchester United 2-1 Bayern de Munique. Pelo Campeonato Europeu de Futebol, da UEFA, arbitrou nas seguintes partidas em 2000 (na Bélgica e na Holanda): Inglaterra 1-0 Alemanha, Holanda 1-0 República Tcheca e Espanha 1-2 França (Quartas-de-final) E nos seguintes jogos em 2004 (em Portugal): Portugal 1-2 Grécia (Abertura), Croácia 2-4 Inglaterra, Grécia 1-0 República Tcheca (Semi-final). Arbitrou em quatro partidas (incluindo as Quartas-de-final entre Portugal 2-1 França e a Grande Final entre Nigéria 3-2 Argentina) de futebol masculino, nos Estados Unidos, nos Jogos Olímpicos de Verão de 1996. Collina ficou na sexta posição (1996 e 2005), na quarta posição (1997), na primeira posição (1998, 1999, 2000, 2001, 2002 e 2003) e na segunda posição (2004) no Ranking anual dos melhores árbitros da Federação Internacional de História e Estatísticas do Futebol (IFFHS). Assim foi o árbitro com maior número de vezes em primeiro lugar e premiações (com 1027 pontos acumulados). |
| 2006 | Horacio Elizondo     | 4  | 0 | 1 | Darío García Rodolfo Otero               | Segundo árbitro a apitar o Jogo de Abertura e a Final de uma mesma Copa. Apitou duas partidas na Copa América (1997) na Bolívia e, três partidas na Copa América (1999) no Paraguai (inclusive a Decisão de 3º Lugar entre Chile 1-2 México). Elizondo participou da Primeira Edição (2000) da Copa do Mundo de Clubes da FIFA, arbitrando os jogos: Real Madrid 3-2 Raja Casablanca e Manchester United 1-1 Necaxa. Arbitrou em duas partidas de futebol masculino, na Grécia, nos Jogos Olímpicos de Verão de 2004. Foi o segundo árbitro a apitar uma Final de Copa de Mundo de Final da Copa Libertadores da América. No caso em três edições distintas: (Jogo da Ida) Olímpia do Paraguai 0-1 São Caetano do Brasil, em 2002; (Jogo da Volta) São Paulo 4-0 Atlético Paranaense, em 2005; e, (Jogo da Volta) São Paulo 2-2 Internacional de Porto Alegre, em 2006. Elizondo ficou na quinta posição (2001) e na primeira posição (2006) no Ranking anual dos melhores árbitros da Federação Internacional de História e Estatísticas do Futebol (IFFHS). Horácio Marcelo Elizondo foi dos Quadros da FIFA por 12 anos (1994-2006). |
| 2010 | Howard Webb          | 12 | 1 | 0 | Darren Cann Michael Mullarkey            | Webb foi o único Árbitro a apitar as mesmas equipes em Oitavas-de-final em edições diferentes (Brasil 3-0 Chile em 2010 e, novamente, Brasil [3]1-1[2] Chile em 2014). Arbitrou também na Final da Taça dos Campeões Europeus de 2009-2010 (Conhecida como Liga dos Campeões da Europa) entre Bayern de Munique 0-2 Internazionale de Milão. Pelo Campeonato Europeu de Futebol, da UEFA, arbitrou na seguinte partida em 2008 (na Áustria e na Suíça): Áustria 1-Polônia. E em 2012 (na Polônia e na Ucrânia) nos jogos: Rússia 4-1 República Tcheca, Itália 1-1 Croácia e República Tcheca 0-1 Portugal (Quartas-de-final). Foi o primeiro Árbitro de uma final de Copa do Mundo a participar de uma Copa das Confederações (no caso a Copa das Confederações FIFA de 2013, no Brasil). Apitou as partidas: Brasil 2-0 México e Espanha [7]0-0[6] Itália (pela Semi-final). Webb ficou na oitava posição (2008), na terceira posição (2009 e 2012), na primeira posição (2010 e 2013) e na segunda posição (2011 e 2014) no Ranking anual dos melhores árbitros da Federação Internacional de História e Estatísticas do Futebol (IFFHS). Howard Melton Webb esteve nos Quadros da FIFA por 9 anos (2005-2014).                                                                                                 |
| 2014 | Nicola Rizzoli       | 4  | 0 | 0 | Renato Faverani Andrea Stefano           | Arbitrou também na Final da Taça dos Campeões Europeus de 2012-2013 (Conhecida como Liga dos Campeões da Europa) entre Bayern de Munique 2-1 Borussia Dortmund. Todo este trio de arbitragem arbitrou a Final da Liga dos Campeões de 2012–13. Participou, ainda, da Edição de 2011 da Copa do Mundo de Clubes da FIFA, arbitrando os jogos: Kashiwa Reysol 1-1 Auckland City e Kashiwa Reysol 1-3 Santos. Pelo Campeonato Europeu de Futebol, da UEFA, arbitrou nas seguintes partidas em 2012 (na Polônia e na Ucrânia): Portugal 2-1 Holanda, França 1-1 Inglaterra e Espanha 2-1 França (Quartas-de-final). E em 2016 (na França) nos jogos: Inglaterra 1-1 Rússia, Portugal 0-0 Áustria, França 2-1 Irlanda (pelas Oitavas-de-final) e Alemanha 0-2 França (Semi-final). Rizzoli também arbitrou a Final da Liga Europa da UEFA de 2009–10 (Atlético de Madrid 2-1 Fulham). Nicola Rizzoli ficou na oitava posição (2011), na décima posição (2012), na segunda posição (2013 e 2016), na primeira posição (2014 e 2015) e na terceira posição (2017) no Ranking anual dos melhores árbitros da Federação Internacional de História e Estatísticas do Futebol (IFFHS). |
| 2018 | Néstor Pitana        | 15 | 0 | 0 | Juan Pablo Belatti Hernan Maidana        | Terceiro árbitro (e segundo argentino) a apitar o Jogo de Abertura e a Final de uma mesma Copa. Apitou duas partidas na Copa América, no Chile, em 2015 (inclusive a Abertura entre Chile 2-0 Equador). Arbitrou em duas partidas de futebol masculino (sendo uma a Semi-final entre Nigéria 0-2 Alemanha), no Brasil, nos Jogos Olímpicos de Verão de 2016. Foi o terceiro árbitro a apitar uma Final de Copa de Mundo de Final da Copa Libertadores da América. No caso em duas edições distintas: (Jogo da Ida) Olímpia do Paraguai 2-0 Atlético Mineiro em 2013; e, (Jogo da Volta) Atlético Nacional de Medellín 1-0 Independiente del Valle do Equador. Foi árbitro nas seguintes finais da Recopa Sul-Americana: Universidad de Chile 0-0 Santos (Primeiro jogo- 2012), San Lorenzo da Argentina 0-1 River Plate (Segundo jogo- 2015). Foi o segundo Árbitro de uma final de Copa do Mundo a participar de uma Copa das Confederações (no caso a Copa das Confederações FIFA de 2017, na Rússia). Apitou as partidas: Portugal 2-2 México e Alemanha 4-1 México (pela Semi-final). Pitana ficou na décima posição (2014 e 2016) e na quinta posição (2017) no Ranking anual dos melhores árbitros da Federação Internacional de História e Estatísticas do Futebol (IFFHS).                                |

- Nota: Os cartões foram introduzidos na Copa de 1970. Antes disso, as advertências eram feitas de forma verbal.[25]

### Estatísticas

#### Por País
| País            | # Finais |
| --------------- | -------- |
| Inglaterra      | 4        |
| Itália          | 3        |
| Argentina       | 2        |
| Brasil          | 2        |
| França          | 2        |
| Bélgica         | 1        |
| Hungria         | 1        |
| Marrocos        | 1        |
| México          | 1        |
| Alemanha        | 1        |
| União Soviética | 1        |
| Suíça           | 1        |
| Suécia          | 1        |

#### Mais Partidas Apitadas
Apenas os que arbitraram 6 partidas ou mais
| Árbitro               | Copas do Mundo   | Partidas | Destaques em Copas do Mundo |
| --------------------- | ---------------- | -------- | --- |
| Ravshan Irmatov       | 2010, 2014, 2018 | 11       | Abertura (África do Sul 1-1 México) em 2010 Quartas-de-final (Argentina 0-4 Alemanha) em 2010 Semifinal (Uruguai 2-3 Holanda) em 2010 Quartas-de-final (Holanda [4]0-0[3] Costa Rica) em 2014                                       |
| Néstor Pitana         | 2014, 2018       | 9        | Quartas-de-final (França 0-1 Alemanha) em 2014 Abertura (Rússia 5-0 Arábia Saudita) em 2018 Oitavas-de-final (Croácia [3]1-1[2] Dinamarca) em 2018 Quartas-de-final (Uruguai 0-2 França) em 2018 Final (França 4-2 Croácia) em 2018 |
| Joël Quiniou          | 1986, 1990, 1994 | 8        | Oitavas-de-final (Brasil 0- Argentina) em 1990 Disputa do 3º Lugar (Itália - Inglaterra) em 1990 Oitavas-de-final (Brasil 1-0 Estados Unidos) em 1994 Semi-final (Bulgária 1-2 Itália) em 1994                                      |
| Jorge Larrionda       | 2006, 2010       | 8        | Semi-final (Portugal 0-1 França) em 2006 Oitavas-de-final (Alemanha 4-1 Inglaterra) em 2010 |
| Benito Archundia      | 2006, 2010       | 8        | Oitavas-de-final (Suíça [0]0-0[3] Ucrânia) em 2006 Semi-final de 2006 (Alemanha 0-2 Itália) em 2006 Disputa do 3º Lugar (Uruguai - Alemanha) em 2010                                                                                |
| Ali Bujsaim           | 1994, 1998, 2002 | 7        | Disputa 3º Lugar (Suécia 4-0 Bulgária) em 1994 Oitavas-de-Final (França 1-0 Paraguai) em 1998 Semi-final (Brasil [4]1-1[2] Holanda) em 1998 Abertura (França 0-1 Senegal) em 2002                                                   |
| Frank de Bleeckere    | 2006, 2010       | 7        | Oitavas-de-final (Inglaterra 1-0 Equador) em 2006 Quartas-de-final (Itália 3-0 Ucrânia) em 2006 Oitavas-de-final (Paraguai [5]0-0[3] Japão) em 2010                                                                                 |
| Juan Gardezábal Garay | 1958, 1962, 1966 | 7        | Quartas-de-Final (França 4-0 Irlanda do Norte) em 1958 Disputa do 3º Lugar (Chile 1-0 Iugoslávia) em 1962 |
| Sandy Griffiths       | 1950, 1954, 1958 | 7        | Quadrangular final (Espanha 2-2 Uruguai) em 1950 Semi-final (Hungria 4-2 Uruguai) em 1954 Semi-final (França 2-5 Brasil) em 1958 |
| John Langenus         | 1930, 1934, 1938 | 7        | Semi-final (Argentina 6-1 Estados Unidos) em 1930 Final (Uruguai 4-2 Argentina) em 1930 Abertura (Suíça 1-1 Alemanha) em 1938 Disputa do 3º Lugar (Suécia 2-4 Brasil) em 1938                                                       |
| Carlos Eugênio Simon  | 2002, 2006, 2010 | 7        | Oitavas-de-final (Alemanha 2-0 Suécia) em 2006 |
| Björn Kuipers         | 2014, 2018       | 7        | Oitavas-de-final (Colômbia 2-0 Uruguai) em 2014 Oitavas-de-final (Espanha [3]1-1[4] Rússia) em 2018 Quartas-de-Final (Suécia 0-2 Inglaterra) em 2018                                                                                |
| Sandro Ricci          | 2014, 2018       | 6        | Oitavas-de-final (Alemanha 2-1 Argélia) em 2014 Quartas-de-Final (Rússia [3]2-2[4] Croácia) em 2018 |
| Gamal Al-Ghandour     | 1998, 2002       | 6        | Quartas-de-Final (Brasil 3-0 Dinamarca) em 1998 Quartas-de-final (Espanha [3]0-0[5] Coréia do Sul) em 2002 |
| Jamal Al Sharif       | 1986, 1990, 1994 | 6        | Oitavas-de-Final (Inglaterra 3-0 Paraguai) em 1986 Oitavas-de-final (México [1]1-1[3] Bulgária) em 1994 |
| Arturo Brizio Carter  | 1994, 1998       | 6        | Oitavas-de-final (Nigéria 1-2 Itália) em 1994 Quartas-de-Final (Holanda 2-1 Argentina) em 1998 |
| Arthur Edward Ellis   | 1950, 1954, 1958 | 6        | Quadrangular final (Brasil 7-1 Suécia) em 1950 Quartas-de-Final (Brasil 2-4 Hungria) em 1954 |
| Ivan Eklind           | 1934, 1938, 1950 | 6        | Semi-final (Itália 1-0 Áustria) em 1934 Final (Itália 2-1 Tchecoslováquia) em 1934 |
| Nikolay Latyshev      | 1958, 1962       | 6        | Final (Brasil 3-1 Tchecoslováquia) em 1962 |
| Roberto Rosetti       | 2006, 2010       | 6        | Oitavas-de-final (Espanha 1-3 França) em 2006 Oitavas-de-final (Argentina 3-1 México) em 2010 |
| Oscar Ruiz            | 2002, 2006, 2010 | 6        | Semi-final (Senegal 0-1 Turquia) em 2002 |
| Cüneyt Çakır          | 2014, 2018       | 6        | Semi-final (Holanda [2]0-0[4] Argentina) em 2014 Semi-final (Croácia 2-1 Inglaterra) em 2018 |
| Mark Geiger           | 2014, 2018       | 6        | Oitavas-de-final (França 2-0 Nigéria) em 2014 Oitavas-de-final (Colômbia [3]1-1[4] Inglaterra) em 2018 |

#### Outros
Aparições em Mais Torneios
Marco Antonio Rodrigues (México, 2006-2014)
- 3 – John Langenus (, 1930–1938), Ivan Eklind (, 1934–1950), Benjamin Griffiths (, 1950–1958), Arthur Ellis (, 1950–1958), István Zsolt (, 1954–1962), Juan Gardeazábal (, 1958–1966), Arturo Yamasaki Maldonado (, 1962–1970), Ramón Barreto (, 1970–1978), Nicolae Rainea (, 1974–1982), Erik Fredriksson (, 1982–1990), Jamal Al Sharif (, 1986–1994), Joël Quiniou (, 1986–1994), Ali Mohamed Bujsaim (, 1994–2002), Óscar Ruiz (, 2002–2010), Carlos Eugênio Simon (, 2002–2010)

Mais partidas apitadas em um único torneio
- 5 – Benito Archundia (, 2006), Horacio Elizondo (, 2006),  Ravshan Irmatov (, 2010) e Néstor Pitana (, 2018)

Árbitro Mais Novo
- 24 anos e 193 dias – Juan Gardeazábal (, 1958)

Árbitro Mais Velho
- 53 anos e 236 dias – George Reader (, 1950)

## Tecnologia da Linha de Gol
| Copa         | Tecnologia Utilizada |
| ------------ | -------------------- |
| Copa de 2014 | GoalControl 4D       |